# Gmina Pilawa
Die Gmina Pilawa  ist eine Stadt-und-Land-Gemeinde im Powiat Garwoliński der Woiwodschaft Masowien in Polen mit nahezu 11.000 Einwohnern. Ihr Sitz ist die gleichnamige Stadt mit etwa 4.550 Einwohnern.

## Geographie

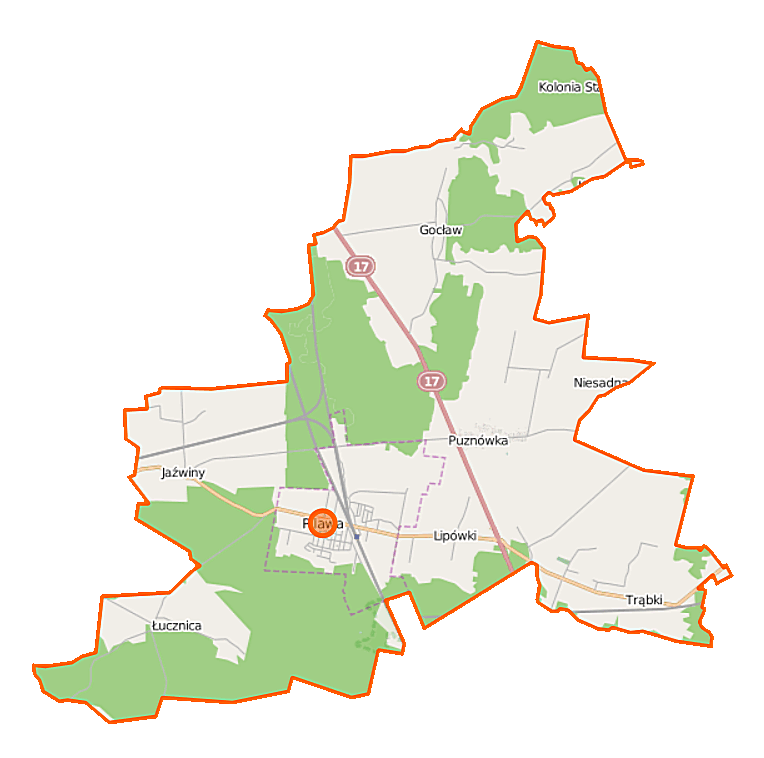
Karte der Gemeinde

Die Gemeinde liegt fünf Kilometer nördlich der Kreisstadt Garwolin und etwa 60 Kilometer südöstlich von Warschau.

## Verwaltungsgeschichte
Die Landgemeinde Pilawa wurde 1973 aus Gromadas neu gebildet. Der Powiat Garwoliński wurde 1975 aufgelöst und die Gemeinde kam von der Woiwodschaft Warschau zur Woiwodschaft Siedlce. Pilawa erhielt 1984 die Stadtrechte. Stadt- und Landgemeinde wurden 1990/1991 zur Stadt-und-Land-Gemeinde zusammengelegt. Seit Januar 1999 gehört diese zur Woiwodschaft Masowien mit Sitz in Warschau und wieder zum Powiat Garwoliński.

## Gliederung
Zur Stadt-und-Land-Gemeinde gehören neben der Stadt Pilawa die Osiedle Czechy und folgende elf Dörfer mit einem Schulzenamt (sołectwo):
- Gocław
- Jaźwiny
- Kalonka
- Lipówki
- Łucznica
- Niesadna
- Niesadna-Przecinka
- Puznówka
- Trąbki
- Wygoda
- Żelazna

Kleinere Orte der Gemeinde sind die Siedlungen Grzebowilk, Resztówka und Zawadka sowie der Weiler Rogalec.

## Wirtschaft und Verkehr
Neben Industriebetrieben in Pilawa ist die Glashütte Huta Szkła „Czechy” in Trąbki ein bedeutendes Unternehmen.
Östlich des Hauptortes kreuzt die in Nord-Südost-Richtung von Warschau nach Lublin verlaufende Landesstraße DK17 die Woiwodschaftsstraße DW805.
Der Bahnhof Pilawa ist Knotenpunkt der Bahnstrecke Warszawa–Kowel mit den aktuell dort nur noch im Güterverkehr betriebenen Bahnstrecken Skierniewice–Łuków und Tłuszcz–Pilawa.
Der nächste internationale Flughafen ist Warschau.